# Allgemeine Zoologie
Die allgemeine Zoologie befasst sich im Unterschied zur speziellen Zoologie mit den Gemeinsamkeiten des Tierreiches. Sie zielt darauf ab, übergreifende und allgemein gültige Regeln und Gesetzmäßigkeiten zu finden, die möglichst universell anwendbar sind.
Zur allgemeinen Zoologie zählt beispielsweise die Physiologie.